# Suutarinsaari (ö i Norra Savolax)
Suutarinsaari är en ö i Finland. Den ligger i sjön Karjalankoski vattenmagasin och i kommunen Kuopio (tidigare Juankoski) i den ekonomiska regionen  Nordöstra Savolax ekonomiska region  och landskapet Norra Savolax, i den centrala delen av landet, 400 km nordost om huvudstaden Helsingfors. Öns area är 0,2 hektar och dess största längd är 60 meter i sydöst-nordvästlig riktning.